# 合婚圓
合婚圆，又稱合床圓，即中國部份地區傳統婚禮的對席禮上新人共食一鼎所盛之汤圆，新人自己先夹着吃一粒，再各夹一粒给对方吃。部分地区的合婚圆要由新郎新娘亲自搓成，多为新人行出厨礼时，在厨师的帮助下象征性的所搓製。